# Callopsylla liui
Callopsylla liui är en loppart som beskrevs av Li Chao, Wu Wenzhen et Yang Xizheng 1989. Callopsylla liui ingår i släktet Callopsylla och familjen fågelloppor. Inga underarter finns listade i Catalogue of Life.